# Banksia media
La banksia de las llanuras del sur (Banksia media) también conocida cómo la banksia de tallo dorado es una especie de arbusto perteneciente a la familia Proteaceae
Se desarrolla en el sureste de Australia y en las ciudades de Albany y la Bahía de Israelite

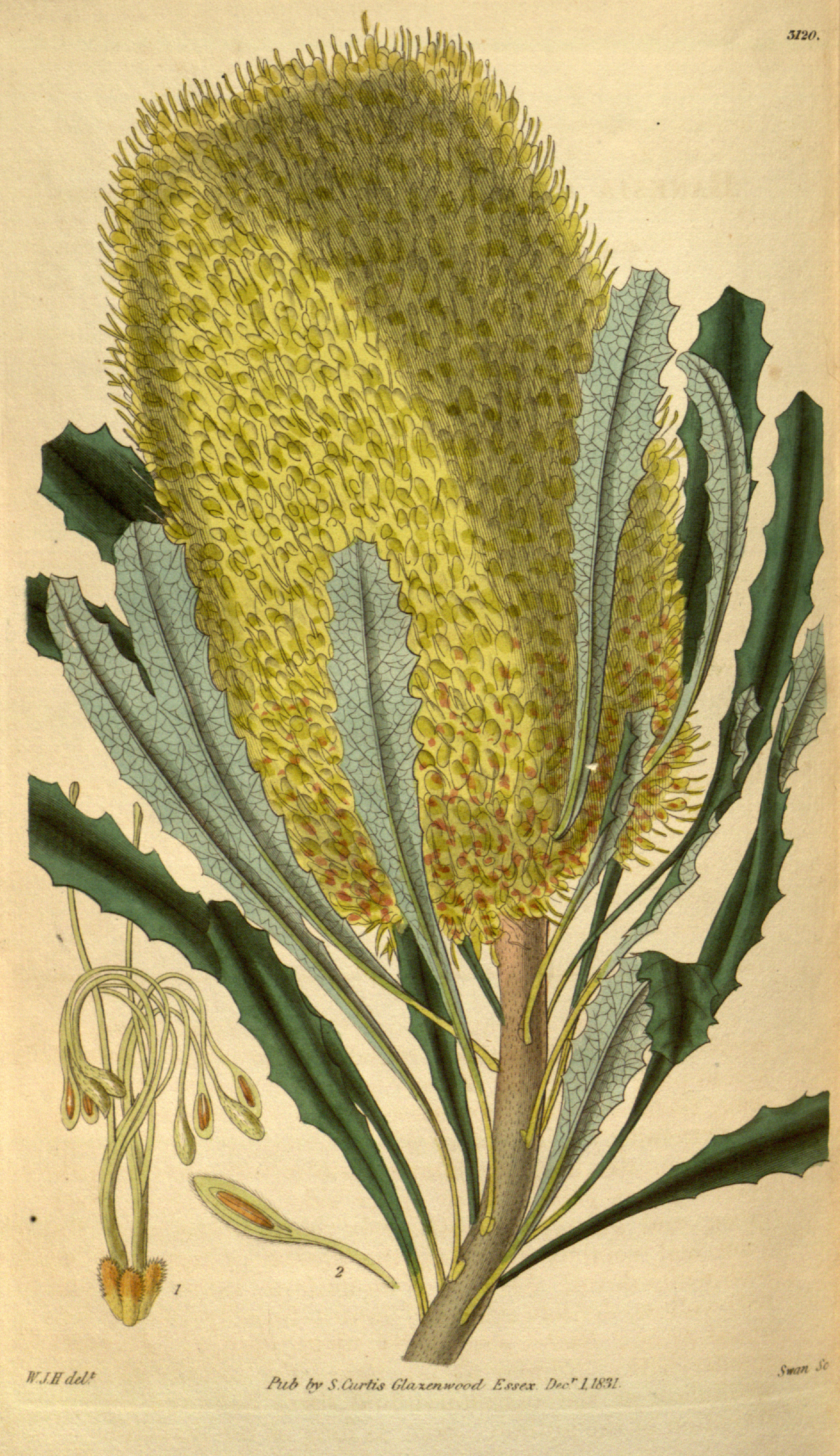
Ilustración

## Cultivo
Banksia media no necesita un cuidado especial, solo necesita ser germinada de 20 a 40 días.

## Taxonomía
Banksia media fue descrita por Robert Brown y publicado en Supplementum primum prodromi florae Novae Hollandiae Suppl. 1: 35. 1830.
Etimología
Banksia: nombre genérico que fue otorgado en honor del botánico inglés Sir Joseph Banks, quien colectó el primer espécimen de Banksia en 1770, durante la primera expedición de James Cook.
media: epíteto latíno que significa "intermedia".
Sinonimia
- Sirmuellera media Kuntze	[4]